# Macrargus alpinus
Macrargus alpinus är en spindelart som beskrevs av Li och Zhu 1993. Macrargus alpinus ingår i släktet Macrargus och familjen täckvävarspindlar. Inga underarter finns listade i Catalogue of Life.